# Begonia guatemalensis
Begonia guatemalensis là một loài thực vật có hoa trong họ Thu hải đường. Loài này được Van Houtte ex Galeotti mô tả khoa học đầu tiên năm 1853.